# エサウ
エサウ（赤く毛深いことに由来する）は、旧約聖書、ヘブライ語聖書『創世記』25章～36章に登場する伝説上の人物。

## 概要
父はイサク、母はリベカ。双子の弟ヤコブが自分に与えられるはずだった長子の祝福を授かることに関してこれを争ったが、やがて和解した。エサウの子孫は増えエドム人と呼ばれるようなる。
『創世記』によれば、イサクが60歳のときに生まれた双子がエサウとヤコブであった。先に出てきた子は色が赤くて全身が毛皮（セアル）の衣のようであったため、エサウと名づけられた。
エサウは狩人となり父イサクに愛された。しかし、空腹のあまり弟ヤコブの作っていたレンズマメの煮物を望み、軽い気持ちで自分の長子の権利を譲るという口約束をしてしまった。年をとり目が見えなくなっていたイサクは、長子エサウに祝福を与えようとした。それを知ったリベカは自分の愛したヤコブに知恵をつけ、エサウのふりをさせてイサクの祝福をヤコブに与えることに成功する。祝福を受けられなかったエサウは激怒し、ヤコブを殺そうと考える。リベカは危険を察知してリベカの兄ラバンの元へヤコブを逃亡させる。
エドムの野で暮らしていたエサウのもとに、財産を築いた弟のヤコブから再会を求める使者が訪れる。エサウは四百人の供をつれてこれを迎えたためヤコブは恐れ、ひたすら低姿勢でエサウの元に向かう。ヤコブの恐れは杞憂におわる。エサウはヤコブとの再会を喜び、二人は共に泣いた。やがて父イサクが180歳でなくなるとエサウとヤコブの二人で葬った。

## 家族
妻は、ヘト人エロンの娘アダ、ヒビ人ツィブオンの娘オホリバマ、イシュマエルの娘バセマト。子は、エリファズ（母アダ）、レウエル（母バセマト）、エウシュ（母オホリバマ）、ヤラム（母オホリバマ）、コラ（母オホリバマ）。
『創世記』36章にはエサウの子孫たちの名前が列挙されている。彼らはやがてエドム人と呼ばれるようになった。

## その他
創世記ではエサウの最後は述べられていないが、旧約聖書偽典ヨベル書では述べられている。創世記同様、エサウは一度は弟ヤコブと和解するものの、息子たちに長子の権をヤコブに奪われた事を批判され、ヤコブとその一族への復讐を催促される。エサウ本人は初めは、そのつもりはまったく無かったが息子たちにせがまれるうち、次第に弟への憎悪がよみがえり、一族を率いてヤコブとのその家族に襲い掛かる。最後はヤコブに矢を放たれエサウは死亡する。ヤコブは兄を埋葬し、エサウの一族はヤコブの一族の奴隷となる。
イスラーム伝承では、ヨブ（アイユーブ）はエサウ（イスー、アイス）の子孫とされている。
北海道のアイヌ民族はエサウの一族の末裔で、アイヌ民族の別名蝦夷（エゾ）はエサウに由来すると言う俗説がある。→日ユ同祖論